# ماري هانفورد فورد
ماري هانفورد فورد (بالإنجليزية: Mary Hanford Ford) (1 نوفمبر 1856 - 2 فبراير 1937) محاضرة أمريكية، ومؤلفة، وناقدة فنية وأدبية، وقائدة في حركة اقتراع المرأة، وصلت إلى سمعة سيئة في وقت مبكر في كانساس في سن ال 28 وسرعان ما غادرت معرض شيكاغو العالمي، أُعجب الكثير من سيدات المجتمع من منطقة شيكاغو بمحادثاتها حول الفن والأدب، وساعدها ذلك في الحصول على مهنة جديدة، في البداية في شيكاغو ثم عبر بعض الدول. نشرت مارى العديد من المقالات، بالإضافة أنها عملت كناقد فني، كما كتبت عددا من الكتب، وأبرزها: رسالة من الصوفيون، حوالي عام 1900-1902 وجدت فورد الإيمان البهائي من خلال سارة فارمر، وميرزا أبو الفضل، وساعدت على تشكيل أول مجتمع من البهائيين في بوسطن منهم لويس بورجواز، مهندس بهائي في الغرب، وفي عام 1907 ذهبت فورد إلى الحج البهائي، ثم في عام 1910 بدأت كتابة الكتب البهائية مثل الوردة الشرقية، وسافرت مع عبد البهال خلال بعض الرحلات له في أماكن مختلفة في أوروبا ثم أمريكا، قضت فورد سنوات الحرب العالمية الأولى في ولاية كاليفورنيا في أعقاب المؤتمر الدولي البهائي الأول في معرض بنما-باسيفيك الدولي، ثم انتقلت إلى نيويورك حيث أمضت قرابة العشرين عاماً القادمة هناك، في هذه الفترة كانت مراقبة على البث الإذاعي، وساعدت على تطوير مجتمع الدين، كما سافرت إلى أوروبا من أجل التدين، قبل الحد من رحلاتها والتحدث في التعاقدات في أوائل 1930، توفيت مع ابنتها في عام 1937.

## في بداية حياتها

### قبل 1884
ولدت ماري هانفورد فورد في 1 نوفمبر 1856، إلى أسرة تجارية / مصرفية  في ميدفيل ثم انتقلت العائلة بعد ذلك بعام واحد إلى ويليامسبورت. جريدة كانساس سيتي ستار قالت بأن لديها شقيق، أ. فيني، المعروف من تشارلستون، غرب فرجينيا. وهذا من شأنه أن يجعل والدها أساهيل كلارك فيني الذي قضى عقده الأخير من حياته كشريك في شركة بنسلفانيا للأخشاب. قد تكون والدة فورد ماري هانفورد إدسون. ويقال إن فورد قد درست في مدرسة خاصة. أو مدرسة دينية حيث درست الفن واللغات في برلنغتون، فيرمونت. ليس من الواضح كيف انتقلت ماري إلى منطقة كانساس قبل والدها في عام 1882.
تزوجت في 8 أكتوبر 1878 من سميث موسى فورد، كانت فورد الزوجة الثانية وكانت تعرف باسم ميني فيني وكانت تعيش في وينفيلد، كانساس. كان زوجها فورد ألدرمان مدرس سابق، ثم كاتب صحيفة ثم عمل بالنشر في الصحيفة في نهاية المطاف. ولد أول طفل لها، رولاند فورد، حوالي عام 1879.
حوالي 1880، كانت ماري هانفورد فورد من بين دائرة من النساء الذين شكلوا نادي مجلس الأصدقاء في كانساس سيتي، من عدد محدود من الأعضاء، وركز المجلس على مراجعة التاريخ والأدب والعمل الخيري وفن الحضارات المبكرة. شاركت فورد في نادي اخر في وقت مبكر وهو نادي العلوم الاجتماعية. ولدت ابنة فورد لينيت في 6 يونيو 1883.[بحاجة لمصدر]

### وضوح الرؤية
في 1884 1885، تم نشر مقال فورد القصير «ما هو المطلوب»، على نطاق واسع في ولاية ايوا، كانساس، إنديانا، مين، أوهايو، وإلينوي. وكانت هذه هي المرة الأولى التي تنتشر كتاباتها فيما وراء الصحف المحلية.
كانت فورد ملحدة معظم حياتها، ولكنها تغيرت وأصبحت مؤمنة وروحانية عندما توفي والدها في مدينة كانساس في عام 1885.
في يوليو عام 1888، نشرت فورد مقالتها «السيدة دياز وفكرة تبادل المرأة» بصفة دورية. مقالة سبتمبر من صحيفة يورك ديلي تصفها بأنها «معترف بها في الغرب كسلطة في الشؤون الأدبية»، ونقلت عن دور زوجة الرئيس الأمريكي «... من خلال تمويل حركة الاقتراع، جعلها أكثر عصرية...» وفي تشرين الأول / أكتوبر، كانت هي المرأة الوحيدة، من بين أربعة نواب للرئيس، اُنتخبت لمنظمي ميسوري وكنساس للمؤلفين حديثا.
ولد آخر طفل لفورد في عام 1888.
في عام 1889 كانت ضابطة في نادي الكتاب والفنانين الغربيين في كانساس سيتي، وكتبت مقالات مختلفة بما في ذلك سلسلة عن إدوارد بيلامي القومية، مقالاً يستعرض كتاباً عن فناني الهاتفي، ثم سلسلة من القصص ل أويد أويك، مجلة للأطفال، وهي سلسلة استمرت في عام 1890.
في عام 1891، كانت عضوة في جمعية فنون كانساس سيتي، كما شاركت في افتتاح المعرض. وفي نفس العام كتبت كتاب: «الذي سيفوز؟»أو«التي ستفوز؟» وشاركت في كتابة مسرحية - «ماري فورد... تقول في مقدمة الكتاب أن هناك العديد من الرجال مثل بارسيفال فاجنر، التي تتحول عيونهم إلى الداخل، الذين يشعرون بمعاناة الآخرين بشكل واضح بحيث تتحول ظهورهم على الازدهار الدنيوي والتضحية بجميع الأرباح الدنيوية من أجل خير زملائهم، مع مثل هؤلاء الرجال يكمن احتمال السباق للإصلاح الحقيقي، وأن هؤلاء الرجال يمثلون نسبة من الإنسانية أكبر بكثير الآن من أي وقت آخر»  الكتاب مكرس ل تحالف المزارعين ويغطي حياة المزارع وتأثير أنظمة الرهن العقاري، وقد تم استعراضه بشكل جيد محليا، في شيكاغو وخارجها. من استعراض بوسطن: "على الرغم من أن عمل المؤلف غير معروف، من المرجح أنه يثير الاهتمام، ولا شيء معروف عن السيدة ماري فورد من كانساس سيتي، (ولكن) امرأة من التعارف الموسعة في المجالين السياسي والاوساط الاجتماعية، الفكرة هي بوضوح أن تصل إلى قراءة القصة العامة بنفس الطريقة التي وصل بها بيلامي إلى الجمهور وقال مراجع إذا كانت مسألة العمل "يمكن تسويتها عن طريق كتابة روايات ضعيفة أو مثيرة للاهتمام بشأن ذلك، فإن جميع الصعوبات تتلاشى بسرعة  وقد قام جورج وارد بدعمه في عدة صحف.

وعلق أحد المراجعين على فورد نفسها: 
«السيدة فورد هي امرأة شرقية بالولادة، وقد أمضت قدرا كبيرا من حياتها في بوسطن، حيث أنها معروفة ومحترمة لقدراتها المتفوقة... وهي تمتلك واحدة من أرقى المكتبات في غرب ميسيسيبي، والتي هي غنية بالأعمال الفنية، والترجمات النادرة من السنسكريتية، وأحدث طبعات الشعراء، وتعليمها شامل لدرجة ملحوظة... وبصرف النظر عن قدرتها الأدبية، السيدة فورد هي امرأة صحفية عملية، وعندما قدمت هذه المحاولة التاريخية لتشغيل جميع العبيد المتحررين إلى كنساس، قبلت السيدة فورد من New York Tribune للتحقيق في المسألة».
المسرحية الجديدة كانت تسمى «النقابة» واُفتتحت في نوفمبر 1891. كان نجاح المسرحية محلياً في أوائل عام 1892، وتم إجراء استعراض إيجابي في أماكن مختلفة/ وكان تعاطفها مع المزارعين كان مثيراً للجدل لبعضهم.
استضافت فورد خيمة خاصة بها في معرض محلي.

### الانتقال إلى شيكاغو (1893-1894)
في آذار / مارس 1893، رفع رجل دعوى ضد زوج فورد بمبلغ 50.000 دولار لأنه «كان السبب في هجر زوجته في عام 1887»، وكذلك لقيامه باختطاف ابنة الزوجين في عام 1888. بعد أسبوع، تم استبدال المتحدث الذي أعلن عنه سابقا، أعطت فورد عنوانا لمدة ساعة في اجتماع جماعي لحركة الاقتراع المحلية لتشجيع اهتمام المرأة بالانتخابات البلدية القادمة. واصلت فورد بالقاء محاضرات حول حق المرأة في التصويت، بما في ذلك الإنجازات التي حققتها الحركة في ولاية ميسوري. وفي مايو / أيار، كانت مرة أخرى ضابطا في جمعية الوفاق العالمي. في يونيو / حزيران حضرت معرض شيكاغو العالمي، الذي استمر من 1 مايو 1893 إلى 30 أكتوبر 1893، حيث كان ينظر إليها على أنها «مؤمنة قوية بالنساء» و «الفن الأمريكي» وألقت كلمة عن «المرأة في الفن اليوم». وقوة دعمها للفن الأمريكي كانت لا تزال تردد في أكتوبر عندما قدمت مرة أخرى، وهذه المرة على «الماجستير القدامى والجديد» (في الفن) ونشرت مقالا في شيكاغو تريبيون "Chicago Tribune" التي غطت الانطباعية في المعرض في أكتوبر. وبحلول أوائل ديسمبر / كانون الأول هي «وأطفالها» «تم أخذهم» من قبل «نساء المجتمع» في شيكاغو. وقد لوحظت بأنها مؤيدة متعطشة للانطباعية والفن الأميركي، وكانت تقدم دروسا في منزلها في شيكاغو، كما استضافت معرضا في منزلها في ديسمبر / كانون الأول حظي بقبول جيد في الأخبار وأعلنت عن سلسلة من المحاضرات للعام القادم لنادي «أرتشي» مما يشير إلى أنها قد سافرت بالفعل إلى أوروبا. سيكون النادي قريبا وسيلة رئيسية لمحادثات فورد.
في يناير 1894، قدمت «الفن والثورة» لأبناء فصل الثورة الأمريكية في شيكاغو، «كان شيئا أصليا تماما، وكان في حد ذاته تاريخ ذلك الوقت من النضال» وأشار خصوصا إلى بنجامين ويست ولوحته مقتل الجنرال وولف (لوحة فنية) وهو أول فنان أمريكي يرسم ما ارتدى الناس حقا وليس الملابس الكلاسيكية.  وفي فبراير / شباط، قدمت نقاشا يستعرض نحت نادي أرتشي، وأشارت المقالة إلى أن يوم واحد في المعرض كانت قد تحدثت خلال غياب المتحدث المخطط له: «لم تنظر السيدة فورد كما لو أنها ستضع العالم على النار ببلاغتها ... لكنها بالتأكيد ألهمت الجمهور، ومنذ هذا اليوم الذي لا ينسى، حققت خطوات كبيرة إلى الأمام». وبعد أسبوع من ذلك، ألقت حديثها عن الفن الفرنسي:«أظهرت معرفة تامة بموضوعها، وكان حديثها مليئا بالحوادث في حياة الفنانين، بالإضافة إلى انتقاد شامل لأعمالهم».  وبعد شهر، كانت تجري محادثة لصالح جامعة كريش (جمعية الرعاية النهارية) التابعة لجمعية مساعدة الأطفال التي ضمت دانتي جابرييل روزيتي وإدوارد بورن جونز. وفي نهاية هذا الأسبوع، قدمت كلمة في بيت هول على الفن الإنجليزي.  وبعد بضعة أسابيع، ألقت محاضرة عن نادي أرتشي على الزجاج الملون الأمريكي. وبعد انتهاء فصل الشتاء تم الإعلان عن دروس الصيف في مايو / أيار في حين قدمت محادثة في مجموعة خاصة. أعطت فورد دروسا كل أسبوعين. في الخريف، كان من المقرر نشر مقال من مقالاتها عن أساطير الفنانين، ولوحظ أنه خرج من بوسطن. في أكتوبر، تم تحديد سلسلة من عشرين محادثة من قبل فورد يوم الجمعة من قبل نادي أرتشي. وبعد ذلك بعام، جاءت أخبار بأن Otto's Inspiration سوف يتم نشرها، وبالفعل تم نشرها في عام 1895. وقد لوحظت سلسلة المحادثات الجديدة في عدد قليل من المقالات: حول ميليت،  الفن الأمريكي، وبعد حوالي أسبوع على الرسامين الفرنسيين لنادي أرتشي.

## شيكاغو ومهنة جديدة

### 1895 - عام قوي
في أوائل يناير، ألقت فورد محاضرات عن أونوريه دي بلزاك، إدوارد مانيه، وعلى تريلبي، وهي رواية نشرت مؤخرا. ثم بدأت بسلسلة من الفصول حول «الفن الإنجليزي»، وسلسلة ثانية عن شكسبير، وفي الوقت نفسه، استمرت المحادثات الفردية في منتصف يناير لنادي أرتشي. وبعد بضعة أيام فقط ألقت كلمة عن جورج ساند، وتريلبي، ومحادثة أخرى في الأسبوع المقبل. ولا تزال هناك ثلاث محادثات أخرى قبل نهاية يناير أمام نادي سيدات جنوب شيكاغو، إدوارد مانيه والانطباعية لنادي أرتشي،  وروسا بونهور.
وفي فبراير بدأت سلسلة نادي شيكاغو الثقافي الجديد في كنيسة عيد الغطاس (شيكاغو)، وبعد أقل من أسبوع أعطت الحديث عن هاملت، وحديث آخر لعشاء ذو فائدة. وبعد بضعة أيام فقط ألقت كلمة عن نادي مينوكين. أنهت سلسلة أرتشي كلوب مع حديث عن «ديغاس، رافايلي، ونظرياتها». كان هناك حديث فردي يوم 10 مارس عن العاصفة (مسرحية)  يليه «يوم صالون» لنادي أرتشي. ثم أعلنت عن سلسلة أخرى من المحاضرات كما واصلت المحادثات الفردية، السلسلة الأولى من المحادثات في منازل بعض الحاضرين في بيثوفن، واغنر، وشومان كل أسبوع. وفي الوقت نفسه، ألقت محاضرة عن «نساء شكسبير» في جمعية الشابات المسيحية الجديدة في ما يعرف الآن باسم منطقة بوليفارد ميشيغان التاريخية،  ثم حاضرت حول موضوع «المستعمرين الأمريكيين». وبعد أسبوع كانت تتحدث عن نادي أرتشي. في الأيام القليلة الماضية من آذار / مارس خاطبت واستعرضت فنانين شيكاغو، حيث نُقلت عنها على نطاق واسع في عمود في صحيفة إنتر أوشن في شيكاغو. وأشارت الأوراق أيضا إلى أنه بحلول أبريل / نيسان، كانت المحادثات قد تجاوزت مساحة الغرف في الكنائس. ومع ذلك، لا تزال هناك فوائد في الكنائس، مثل جمعية الشابات المسيحيات مع حديث عن جون روسكين، وهو أيضا روحاني. وكان حديث آخر في منزل على «المرأة الفرنسية من صالون». قامت برحلة خارج شيكاغو إلى سترلينغ، إلينوي للحديث في اليوم التالي. لكنها كانت تعود في الوقت المناسب لإلقاء حديث في غضون أسبوع، وفي غضون أيام قليلة كانت تعطي حديث جديد بعنوان «نيبلونجن كذب (sic)». وفي مايو / أيار أعطت محاضرتين. ويأتي تكرار إحدى الحاضرين في أوائل يونيو، الذي عُقد في فندق ويندرمير (شيكاغو).  في تحول جديد للأحداث، واجهت فورد تحديا للناقد الفني على فضائل الانطباعية،
في أغسطس، عرضت فورد على ثلاثية فاغنر في عكا الخضراء، إليوت (مين). هذا هو الارتباط المبكر في الأحداث التي من شأنها أن تصبح مهمة لفورد في عام 1901.
في أيلول / سبتمبر، أطلقت سلسلة لفصل الشتاء عن «الفن الألماني الحديث، الأدب، والموسيقى» مع نادي أرتشي، وبعد إعلانها مباشرة عن المسلسل فعلت الحديث في حفل فاجنر. وأعلن ناديان آخران، نادي هارفارد ونادي البيت، أنها ستقود مجموعة الأدب لكل منهما. واستمع إليها حشد كبير من النساء في حديث بعنوان "الرسامون الاستعماريون، بنجامين ويست، جون ترمبل، جون سينغلتون كوبلي، وغلبرت ستيوارت" في أوائل أكتوبر، في حين استمر الحاضرين على الفن الألماني والمحادثات. ثم فتحت سلسلة من الفصول الدراسية مجانا للسيدات من الطبقة العاملة ويتم التدريس فيها من قبل فورد. 
عاد نادي شيكاغو للثقافة من العطلة الصيفية وكذلك مع فورد التي أعطت حديثا عن السقوط، وتبع ذلك إعلان سلسلة عن الفن الفرنسي خلال الخريف، على جاك لوي دافيد وحتى بروفة الزفاف، قبل نهاية أكتوبر.
في نوفمبر، قدمت فورد حديث آخر على فاغنر، وكذلك «بول ديلاروش وفيرنيتس». ثم تم تقديم محاضرة بعد أسبوع في المنزل، وأعلن عن نجاح نادي أرتشي ووصلت إلى نقطة تقديم جوائز في المعرض القادم للخروج. وقدمت فورد حديثها في الاجتماع المقبل، مع الاستمرار في دعم نادي شيكاغو الثقافي. نوفمبر / تشرين الثاني أغلقت المحادثات بعد ذلك بأسبوع حول لودفيغ كنوز ويوهان جورج ماير، وكان هناك حفل استقبال لتكريم عدد من النساء بما في ذلك فورد - وهو حدث لا يزال قادرا على تقديم الحديث (هذه المرة على ألكسندر دوما).
كانت فورد بحلول نهاية العام تعيش في 3747 لانغلي افي.

### 1896 - أماكن ومواضيع متنوعة
في يناير، قدمت فورد سلسلة محاضرات أسبوعية عن طريق نادي شيكاغو الثقافي حول موضوع الشخصيات الأدبية الفرنسية، جوستاف فلوبير وغونكورت الإخوة، التي استمرت في فبراير، وكان «الحديث على تشارلز ديكنز» للحصول على فائدة. وبعد يوم واحد فقط أعطت فورد حديثاً لمجلس إدارة المدرسة، وفي اليوم التالي، على وليم ثاكري، مذكرات بيكويك، جورج إليوت، يوجين فيلد، وجيمس ويتكومب رايلي. وبحلول منتصف فبراير، كانت فورد قد تناولت موضوعا جديدا -الحرير-  وقدمت ذلك الحديث للحصول على فائدة، وآخر عن إميل زولا. وبعد ذلك، لأول مرة، فورد سولوس يعرض محادثاتها في مسرح مع تيكيتس وأنها تفعل ذلك مع الحديث عن الشخصيات الأدبية، وهو الحدث الذي رسم مئات كجزء من السلسلة. وأخيرا حان الوقت لمعرض نادي «صالون».  تقدمت المحادثات، وكان آخر حديث لشهر فبراير قبل النادي الثقافي كجزء من مجموعة من النساء يتحدثن على تشارلز بودلير وشعراء مماثلين، وكذلك مجموعة أخرى عن الملابس الفنية.
واصلت فورد عروضها في مارس، وقدمت محادثة أخرى في المسرح، مع مباحثتين أخريين في الأسبوع الثاني. ثم تم تقديم استراحة أسبوع قبل «خمسة عشر دقيقة مع حقل يوجين» في حفل استقبال نادي ماثيون. في بضعة أيام عُرض موضوع جديد في الفن. وفي استقبال نادي شيكاغو للثقافة بعد بضعة أيام أعطت اثنين من المحادثات. وأعقبت فورد بحديث عن «المرأة الجديدة» بعد أسبوع.
في أبريل، سافرت فورد مرة أخرى إلى ستيرلينغ، إلينوي. ثم انتقلت إلى بلومنجتون، إلينوي، وعادت إلى منطقة شيكاغو للحديث في أوك بارك (إلينوي)، وإيفانستون. ثم كانت هناك استراحة حتى منتصف مايو / أيار قبل المساعدة في المعرض الجديد.
في ذلك الصيف، شاركت فورد في تشوتوقوا، مكان آخر لم يكن مستغلا سابقا، بل أبعد من ذلك، خارج لنكن (نبراسكا). وبعد حوالي شهر، ألقت كلمة عن خيارات الطهي لحرارة الصيف في شيكاغو،  ثم تحدث في جلسة استماع. ثم ساعدت في معرض من الفنانين في نظام المدارس العامة.
بعد فضيحة التفكك في كانساس سيتي والانتقال إلى شيكاغو قبل عدة سنوات من زوجها في سبتمبر. في البداية ليس هناك تعليق من أي نوع - كانت فورد في صالون أرتشي ومع ذلك، في أوائل أكتوبر فورد ظهرت فورد في مدينة كانساس سيتي - وأعطت حديثاً عن «روسيا» (مع تغطية الصفحة الأولى)   وكتبت رسالة إلى المحرر تعلن نجاحها في شيكاغو. بعد أيام قدمت "هنريك إبسن، the Mystic's، وبير جينت". بعد أسبوع كانت تتحدث عن «الماجستير الإيطالي» في بضع ولايات في فورت واين. ثم تم الإعلان عن محادثتين في شيكاغو - الأولى عن إيفان تورغينيف والثانية على فرانز ليست. ثم بعد أسبوع آخر على الفن الأمريكي. ثم تحدثت عن أوليفر وندل هولمز لنادي الثلاثاء،  ناثانيال هاوثورن والحرف القرمزي إلى نادي وايلد وود، «الشعراء الأمريكيين» في وقت لاحق في ديسمبر، و «جورج ميريديث، قصائده وأعماله». والتي بالفعل تم الإعلان عنها في شهر يناير.

## سفر على نطاق أوسع، سلسلة كتب وموضوعات روحانية

### 1897 - رسالة من الصوفيون
عرضت فورد موضوع عن النباتية، ثم في بضعة أيام على الروائي الإنجليزي. وأعلنت محاضرة في أبريل / نيسان في ستيرلينغ، إلينوي. وبعد أسبوع كانت تتحدث عن «الرسامين الأمريكيين الدينيين». 
خلال هذا العام، نشرت فورد ثلاثة كتب لها، الكأس المقدسة: المعلم الصامت، فاوست جوته، رمزها الأخلاقي وسيرافيتا بلزاك، سر الجنس، وهي سلسلة تعرف باسم رسالة من الصوفيون.  في الكأس المقدسة: شاركت فورد نظريتها أن النصوص الرومانسية في القرون الوسطى تستخدم الأعداد الكابالية لنقل رسائل تعاليم باطنية غربية. قبالة (يهودية). وألقت سلسلة من ست محاضرات، استناداً إلى الكتب التي تحمل عنوان الوزارة العالمية «مشيرة إلى الإجماع الذي تبشر به الشعراء والمعلمين العظيمين في العالم نفس الحقيقة الأخلاقية والروحية». وكانت آخر محاضرة في هذه السلسلة على الروحانية، إليزابيث ستيوارت فيلبس.
وفي يناير / كانون الثاني، ألقت حديثها عن نادي بنومن المستقل، وكذلك حديثها في منزل خاص. وبعد أسبوع، ألقت كلمة عن نادي أرتشي. في شباط / فبراير كانت مقررة في سلسلة قصيرة من المحادثات في غوشين. وبعد أسبوع، انتحر صديق متقاعد من صحيفة شيكاغو دايلي تريبيون، أعطت سلسلة من المحاضرات في المعبد الماسوني، عن الاختلافات في مواضيع «الوزارة العالمية». ومع ذلك استمرت في المحادثات الفردية لنادي أرتشي، أحد تلك المحادثات كان يُجدي مصلحة عليها وتسببت حالات الطلاق المعلقة في مدينة كانساس سيتي في تسجيل تذاكر للحديث عن راتبها والتي تم بيعها ابتداء من منتصف مارس / آذار. وفي الوقت نفسه، أطلقت سلسلة أخرى من المحادثات لنادي أرتشي، تحدثت عن الألوان، وبعد ذلك بأسبوع في غوشين، إنديانا مرة أخرى، عادت إلى شيكاغو في اليوم التالي للحديث. في بداية نيسان / أبريل، كانت فورد في كانساس سيتي تبدأ بسلسلة محادثاتها بما في ذلك «الكأس المقدسة» وغيرها من الموضوعات الأخيرة، وكذلك حفلات الاستقبال التي عقدت في شرفها،  والمحادثات الفردية لصالحها وغيرها. أعطت آخر حديث لها،  وأبلغت عن محادثاتها، في حين عودتها إلى شيكاغو.
مُنحت فورد الطلاق، مع أنها لم تظهر حتى في المحكمة. عادت على أي حال في شهر آخر - شهر هادئ ينظر في نمطها المعتاد - إعلان سلسلة جديدة ومظهر صيفي،  وما زالت المحادثات الفردية هنا وهناك، في ليفنوورث، تحدث في «قاعة الفلسفة». ومع ذلك، فقد عثر علي بعض من محادثاتها فردية في يونيو / حزيران، بما في ذلك المحادثات التي كانت تعود عليها بالنفع وكان ذلك قبل أن تعود إلى شيكاغو. بالإضافة أنها تظهر محادثات في لودينغتون، ميشيغان في مهمة اجتماعية مسيحية، ثم في واترلو (آيوا) بدأت سلسلة جديدة من المحادثات. في اليوم التالي لا تزال في واترلو أعطت اثنين من المحادثات. وفي وقت لاحق من شهر أغسطس عادت إلى منطقة شيكاغو.
وكان نادي أرتشي لفورد بمثابة «نادى المحاضرات» لهذا الموسم، حيث خصصت حديثين في هذا النادي  ثم الحديث في نادي مينوكين. في وقت لاحق من شهر أكتوبر في مؤتمر للأندية النسائية تحدث فورد عن الترويج للفنون.
بدأ نوفمبر مع حديث في نادي أرتشي، مع آخر في غضون بضعة أسابيع. وقد لوحظ أن سلسلة كتابها «رسالة من الصوفيون» يتم بيعه في مدينة كانساس سيتي. وقد أعلنت الحركة الأمامية سلسلة من المؤتمرات عن التنمية الاجتماعية، وكانت فورد من بين المتكلمين. ثم انتهى شهر نوفمبر بالحديث عن نادي أرتشي.
بدأت فورد سلسلة أخرى من المحادثات في ديسمبر ظهرت في منزل. تم الإعلان عن المتحدثين في المؤتمرات للأسبوع الثاني من ديسمبر بما في ذلك كلارنس دارو وفورد (على «الأرستقراطية»). وركز حديثها على جون راسكن (وهو أيضا روحاني)، ويليام موريس. وعادت إلى موضوع روشكين بعد أسبوعين. وفي الوقت نفسه، لا تزال كتبها يتم ملاحظتها باستمرار،

### 1898 - تغطية شخصية فورد بشكل أكبر
بدأ العام الجديد بالحديث عن كتابها «الكأس المقدسة»، أولاً قبل نادي «نونداي الراحة» - مع حوالي 300 حاضر للجلسة - والتخلي عن زاوية بارسيفال التي من شأنها أن تكون كتاب في وقت لاحق. بعد بضعة أيام فقط أعطت نفس الاسم المدعو إلى الأندية في سيداليا بولاية ميسوري. وبعد أسبوع عادت إلى شيكاغو، وتحدثت هذه المرة على ليو تولستوي، واستمرت السلسلة في منزل في شهر فبراير. ومن بين هؤلاء حضرت أيضا مؤتمرا إقليميا للنوادي النسائية في ولاية ميسوري. وفي فبراير / شباط، أجرت حواراً مع نساء بيت هال حول رحلة إلى إسبانيا، ثم خاطبت نادي القرن التاسع عشر في بينتون هاربور، ميشيغان قبل منتصف فبراير. كان الحديث التالي لنادي إنجليوود ومان، وكان على إيفان تورغينيف، ثم رامبرانت أكثر في فورت واين، إنديانا، ومن المقرر أن تتحدث في ستيرلينغ ، إلينوي في الشهر المقبل، على الرغم من أنها عادة ما تنهي حديثها من شهر فبراير في شيكاغو.
بدأ مارس مع حديث أمام نادي أرتشي في روبرت لويس ستيفنسون، يليه حديث في منزل على كوو فاديس (رواية). بعد يوم واحد عادت إلى موضوعها «الكأس المقدسة». بعد أسبوع كانت في فورت واين.
في نيسان / أبريل كان الحديث في «معهد بولسون» في شيكاغو، ثم نادي الغول. وبعد بضعة أيام تحدثت أمام جمعية الفن عن «إسرائيل وأتباعه». وبعد أسبوع كانت في مارشال (ميشيغان) تعطي حديث اخر. وقد أعطت سلسلة من المحادثات في توبيكا، كانساس قبل منتصف مايو، أول برنامج للأندية المتحدة، قبل أن تعود إلى شيكاغو، بعد أيام فقط، تحدثت عن جيمس ويتكومب رايلي ويوجين فيلد. وبعد أسبوع من تعيين فورد لتكون واحدة من المتحدثين في مؤتمرات من جميع أنحاء المدينة جنباً إلى جنب مع الفنانين والمدربين، تم عقد مؤتمر إقليمي أوسع في دنفر في يونيو، وذهبت فورد لتمثيل نادي الوها. في أوائل يوليو كانت في ووترلو تشوتوقوا."Waterloo Chautauqua" اُعترف بشخصية فورد كشخصية رئيسية في نادي آرتش وتاريخ نادي شيكاغو للثقافة.
في أغسطس، قدمت عائلة فورد الأخبار مع نزهاتهم على شاطئ بحيرة ميشيغان. وقد لوحظت ماري، وأطفالها وعدد قليل من العائلات الأخرى، مع حضور عدداً من الشباب. ومنزل الأسرة جعل حديثاً عن شبح في منزل فورد (مدبرة المنزل، والأطفال يتحدثون عن ذلك). ثم أشارت فورد عن قصة الشبح بإيجاز في تغطية أخرى في وقت لاحق من شهر سبتمبر.
في سبتمبر، أعلن هال هاوس سلسلة من خلال الخريف والشتاء وفي الربيع، بإعطاء فورد حديثاً مرة واحدة في الشهر من أكتوبر إلى مارس. كما أعلن نادي أرتشي أيضا عن سلسلة من المحادثات تتحدث فيه فورد كل أسبوع من شهر يناير. وقد تم تغطية محادثات فورد في نادي أرتشي في نبراسكا.
قام هيرالد في شيكاغو تايمز بملف فورد في نوفمبر، وكرر صدوره على نطاق واسع خلال شهر ديسمبر. فدعوتها "امرأة ذات فكر واسع" ولم تقم بذكر زوجها أو طلاقها، فهي تشير ببساطة إلى "ظرف غير متوقع يستدعي فجأة رعاية أطفالها وتعليمهم ... وإسقاط العبء المالي على أكتافها النحيلة" كانت تقوم بتوفير أكثر من 800 محادثة عبر العديد من المدن الكبرى وساعدتها في إلقاء محاضرات باللغتين الألمانية والفرنسية بالإضافة إلى اللغة الإنجليزية.  وهناك مقال آخر، وحديثها أمام بيت هال، أشارت إلى أنه " قد مرت ثلاث سنوات متتالية على النادي، في كل مرة يحدث شيء جديد، وإذا كانت الأمور والمحادثات تظل على ما هي عليها، يكون الجمهور في غاية السعادة لأن فورد هي من تتكلم.  وفي تشرين الثاني / نوفمبر، استمرت المحادثات مع فورد ضمن سلسلة حرة. وقد كانت تفكر مع نفسها في بعض القرارات مثل المجيء إلى شيكاغو. وتحدثت في المقابلة عن الحلم ب "مؤتمر اتحاد الوحدة العالمية" في بحيرة جنيف مع شخصية أخبرتها بالذهاب.  وفي أواخر نوفمبر / تشرين الثاني، تم تعريفها مرة أخرى، مشيرة إلى أنها كانت "تلغي كل التمييز الطبقي داخل أسرتها". بعد أن ذهبت من وجهة نظر فوضوية إلى نظرة اشتراكية تحررية . ثم تحدثت أمام ناد إنجلوود ومان،  ثم عرضت في ترينتون، نيو جيرسي، وتحدثت أمام نادي أرتشي في شيكاغو، كما استمرت المحادثات حتى نهاية نوفمبر.
وبدأت محادثات كانون الأول / ديسمبر في رالف والدو إمرسون، تلاه آخرون، بما في ذلك : بيرسي بيش شيلي. قامت بذلك في بلدة نيويورك في منتصف شهر ديسمبر وانتهت السنة في ديكسون (إلينوي).

### 1899 - تباطئ الأحداث، وصولاً إلى بوسطن
بدأت فورد السنة الجديدة في مراجعة الفن الزخرفي الأمريكي مع نسخ من مكتبة بوسطن العامة. ثم راجعت بعدها «روسيا» قبل نقاط شيكاغو الأدبية، ثم على ألفريد تنيسون (حتى المعلن عنها في نبراسكا).
في فبراير / شباط، تحدثت فورد مرة أخرى، بعد أسبوعين،  ثم في أسبوعين آخرين في بينتون هاربور، ميشيغان في موضوع الكأس المقدسة. بحلول أواخر فبراير، تم تشغيل سلسلة في ديكسون، إلينوي لنادي الفن فيديان، لكنها انهت الشهر في فورت واين بولاية إنديانا (لاحظ أن فورد أجريت ثلاث محادثات في مدينتين مختلفتين). وفي مارس / آذار، عادت إلى فورت واين ثم عادت منها إلى شيكاغو، ثم عادت مرة أخرى إلى فورت واين. وبعد أسبوع عرضت محادثة في شيكاغو في «مستشفى خيري»  وبعد فترة وجيزة على موريس ماترلينك لنادي شيكاغو الثقافي. وبعد أسبوع تحدثت في نادي امرأة القلم المستقل عن موضوع «الأرستقراطية للفن»،  ثم كانت في ديكسون، إلينوي تتحدث عن جون لا فارج. وبعد أسبوع كانت تتحدث عن «المجتمع والخيال» لنفس «مستشفى الخيرية»، وقبل برنامج فورد صمم لناد في سبرينغفيلد (ميزوري). وبعد بضعة أسابيع، ألقت كلمة في منزل حول «القيمة الحالية للثقافة».
وفي أبريل / نيسان، عينت مديراً مشاركاً لدوري إلينوي للفنون،  وأغلقت الشهر في حديث منزلي عن «واقع الرؤية النفسية».
تحدثت بعد حوالي أسبوعين عن فكتور هوغو، ثم في يوليو عن لوغانسبورت.
في أغسطس / آب، ذهبت للحديث في دوبوك،  إلى حديث اخر في منزل أليس بريد في لين (ماساتشوستس) حيث قامت بسلسلة من نحو عشرة من محاضراتها، - وهذا ما لوحظ في مدينة كانساس أيضا. من سبتمبر إلى أكتوبر كانت هناك فجوة في التغطية، وهي المرة التالية التي لوحظت في دوبوك، ثم بعد ذلك قامت فورد بسلسلة من المحادثات في أيوا في منتصف أكتوبر. وأعلنت في محادثات الموسم من نادي شيكاغو الثقافي أيضا. وقدمت كلمة عن نادي أرتشي في وقت لاحق في أكتوبر، وكانت فورد ضمن قائمة من أكبر المتكلمين. وبعد ذلك بشهر تحدثت عن هيريت ستو لنادي أرتشي. وفي أيام قليلة، ألقت كلمة في مدينة كانساس سيتي، وكان من المقرر عقد سلسلة في ديكسون، إلينوي في أواخر نوفمبر. وبعد أسبوعين في منتصف كانون الأول / ديسمبر، تم إدراجها كضيف في وجبة الإفطار بينما كانت تقوم بحديث في هذا التجمع.

### 1900 - محادثات قليلة ورحلات طويلة
بدأت يناير 1900 مع نسخة أطول في كلماتها الخاصة، من قصة شبح في منزل فورد. وبعد أكثر من أسبوع بقليل، ألقت فورد حديثها على بريت هارت (كاتب أمريكي) لنادي أرتشي. في غضون بضعة أيام، اشتركت فورد في مناقشة مع متحدث آخر عن الجمعية الفابية،  وآخر على بريت هارت (كاتب أمريكي).
في شباط / فبراير نشرت قصيدة لها في صحيفة نيويورك تايمز من صحيفة شيكاغو بوست - وتسمى بـ«الأغنية الغير معروفة». وبعد ذلك بأسبوع، كانت تحدث عن وليام دين هاولز لنادي أرتشي. ثم أغلقت شهر فبراير بالحديث عن جيمس مكنيل ويسلر. بعد ما يقرب من أسبوعين كانت في فورت واين، قبل أن تعود إلى نيويورك. وبعد بضعة أيام، كانت في ديكسون، إلينوي، للحديث عن الألوان، والفنانين الفرنسيين، وبحلول نهاية نيسان / أبريل، عادت إلى شيكاغو في حديثها عن «الشعراء الأمريكيين».
وكان الحديث التالي، في أواخر مايو، في فري بورت، وكانت فورد تعود بعد كل أسبوع لتكرار تلك المناقشة وكان مركز الحفل في 5 يونيو، ثم أنجزت سلسلة من المحاضرات مباشرة قبل الذهاب إلى أوتوموا ، أيوا قبل الأسبوع الثاني من يونيو.
في منتصف أكتوبر 1900حدث أول تغطية صحفية للعقيدة البهائية، وهي دين كانت على وشك اعتماده، في منطقة شيكاغو - من بين أول مجموعة من البهائيين في البلاد -  ومع ذلك كانت فورد خارج المدينة - في منتصف أكتوبر بدأت فورد سلسلة من المحادثات في أوك بارك (إلينوي), ثم في منتصف نوفمبر في كانساس سيتي،  بلومنجتون ثم سيداليا.
كتبت مقدمة لقصة أبراهام لينكولن.

## العثور على البهائيين

### 1901 - عام من التغييرات
تمت الإشارة إلى منزل قصة الأشباح في فورد بقصة صحفية أخرى؛ واتضح أن عائلة فورد لم تعد تعيش هناك. لوحظت أسرتها كمزيج انتقائي حيث أولادها الثلاثة، رولاند، لينيت وغاريث؛ امرأة ألمانية مع طفلها الصغير؛ أو امرأة أمريكية وابنها؛ من شاب أمريكي أفريقي أو طالب أفريقي من شكسبير.
في شتاء 1900-1901 أخذت فورد فئة دينية وهي البهائية. كان ذلك بسبب جامعة شيكاغو، من خلال محاضرات «فيسبر سيرفيسز»، أو الطبقات الأكاديمية (على سبيل المثال «أديان الهند القديمة وبلاد فارس»). جون هنري باروز كان موظفا وكان مشاركا عميقا في البرلمان العالمي للأديان عام 1893، حيث ذكر الإيمان البهائي،  وأن تشارلز كوثبرت هول كان قد تم تعيينه من قبل الجامعة، تم تعيينه في محاضرة على أساس حماسة لبرلمان الأديان. ولم تكن هذه السلسلة الوحيدة التي يتعين الاضطلاع بها  ومع ذلك، ما إذا كانت فورد تعرف ذلك أم لا، وصل البهائيون إلى شيكاغو الذين أرسلوا من قبل عبد الله البهائى وبدأوا عروض عامة عن الدين في ديسمبر 1900 ويوليو 1901.
توفي زوج فورد السابق، سميث موسيس فورد، 10 أبريل / نيسان.
أشارت صحيفة نيويورك تايمز إلى بيعها شقة في نيويورك لابنها في يوليو / تموز.
بعد المقارنة الدينية التي قامت بها فورد في شيكاغو، سمعت فورد المزيد عن الدين لكي تتعلمه في العكا الخضراء  في هامش شمال بوسطن الكبرى. كانت سارة فارمر، مؤسس العكا الأخضر، مرتبطة علنا بالدين في يونيو / حزيران بعد أن وجدت الحقيقة في مختلف الأديان والجماعات شبه الدينية. وشرحت عن الايمان البهائى «... لقد وجدت الإيمان المشترك الذي قد تتحد فيه جميع الأرواح المتفردة، حتى تكون حرة». ومن ثم أعلنت عن التعلم المجاني للدين في العكا الأخضر، جنبا إلى جنب مع الطبقات الأخرى التي أُنشئت بالفعل، وسيكون ذلك كاملاً بالمجان.  جيمس ت. بيكسي، الذي كتب سابقاً على تاريخ الدين، (والتي كانت فورد ستكتبه بنفسها قريبا ولكن بشكل مختلف)، كان يقوم بعمل ندوات على الدين،  ولكن ميرزا أبو الفضل، كان من بين أكثر البهائيين المدربين تدريبا علميا في ذلك الوقت، وصل علي كولي خان، كمترجم له، إلى الولايات المتحدة في يونيو / حزيران. وهناك منشور بهائي يشير إلى كلمة فضل التي تحمل عنوان «مذكرات حضرة بهاءالله» حتى فورد نفسها تكلمت عن ذلك في «محاضرات في الأدب».  أُغلقت العكاية الخضراء في سبتمبر.

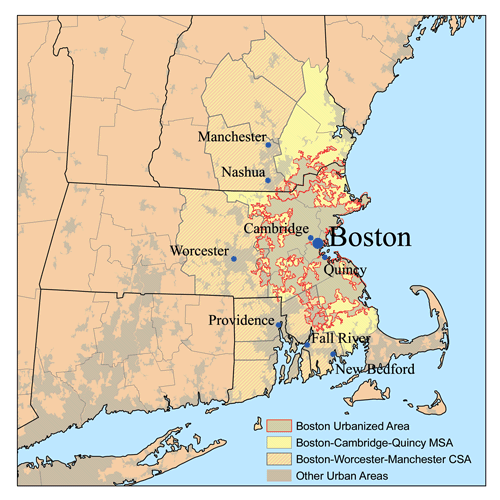
عكا الأخضر على الحدود الجنوبية من ولاية ماين ونيو هامبشاير

رافق أبو الفضل أنطون حداد، وهو أول البهائيين الذين يعيشون في الولايات المتحدة، في رحلته إلى أمريكا.  كانوا أيضا قد أرسلوا من قبل رئيس الدين آنذاك، عبد البهاء. وكان البهائي أغنيس بالدوين الكسندر المعروف جيدا هناك.  وكانت فورد في هذه الصفوف مع أبو الفضل، بعد ان انضمت إلى تلك الديانة  عن عمر يناهز ال 44 عاماً.
ذكر حفيدة أليس بريد مرزية جايل : «عندما كان (علي كولي خان) يترجم لميرزا أبو الفضل في عكا الخضراء، قدمت ماري هانفورد فورد أليس بريد إليه».  كما لاحظت جايل أن فورد كانت «الأم الروحية» ل أليس بريد - حيث كانت فورد تقودها إلى الدين.  كانت فورد معروفة في منطقة بوسطن في أكتوبر / تشرين الأول وقامت بالقاء خطبة عن الألوان، ثم سلسلة من المحادثات، وفي أوائل نوفمبر / تشرين الثاني ألقت كلمة في قاعة تشيكيرينغ في بوسطن، مع مواضيع مثل «رسالة المسيح وعلاقة مع وقته» «الكنيسة البدائية، أو مثالية لحب الإخوان»، و«أهمية الكأس المقدسة» وكان ذلك في أوائل ديسمبر. وبالإضافة إلى ذلك شاركت فورد أيضا في اجتماع دوري لإنقاذ الحيوانات حيث تحدثت عن «قيمة التعليم الإنساني للشباب» في منتصف نوفمبر.
في نوفمبر / تشرين الثاني كان هناك تغطية أكثر للبهائيين في نيويورك حيث قامت بتسليط الضوء على لوا جيتينجر.

### مجتمع بوسطن
وفي يناير / كانون الثاني استمرت الأخبار عن الدين ودخول المزارعين فيه، ومن المعروف أن فورد انتقلت إلى بوسطن، ودعت أسرة بريد علي كولي خان للانتقال إلى بوسطن لتشكيل أول مجتمع نشط من البهائيين هناك.
بدأت الأخبار بأن فورد تعمل على ترجمة تشارلز بول دي كوك في عام 1902، وعام 1903. انتشرت الأخبار (في كانساس سيتي) بأن الإيمان البهائي كان يجري الترويج له في نيو إنغلاند، وفي يوليو، قامت فورد بإعطاء سلسلة من المحادثات في غريناكر. في أيلول / سبتمبر كان حديثها عن مراجعة الروحانية والتاريخ كدعوة لدين جديد في غريياكر واقتباسها لترجمة علي كولي خان التي قدمها ميرزا أبو الفضل كان في بوسطن جورنال. وبعد ذلك نشرت مجلة فورد في شهر أكتوبر / تشرين الأول، وفي نوفمبر، وبحلول ديسمبر / كانون الأول، عرف البهائيون في شيكاغو أنها من البهائيين وتعمل مع سارة فارمر في المشاريع. كما قامت بالقاء حديث لها في ديسمبر / كانون الأول في بوسطن هيرالد.
في مارس 1904 قدم شخص ما حديثاً عن كتب فورد في كانساس، في حين أن هناك أنباء عن كتاب آخر من فورد يدعى بأساطير بارسيفال وكانت أخبارها تستمر بشكل تدريجي على مدار العام.  كما أصدرت كتاب كوك Kock. ولا تزال التعليقات على كتابها «الكأس المقدسة» مستمرة.
في أكتوبر / تشرين الأول كان خان وفلورنسا يتزوجان.
في ديسمبر كانون الأول قدمت فورد حديثاً مع نادي ليثرن في بوسطن.
في الربيع، قدمت فورد حديثا في سبرينغفيلد حول الفن. أمضى علي كولي خان وربما آخرين معظم صيف عام 1905 في عكا الخضراء. تم إدراج فورد كعضو شرف في نادي أرتشي في هذا العام.
في أبريل 1906 قدم علي كولي خان حديث في منزل السلالة، ثم ترك زوجته الجديدة في بلاد فارس. خلال رحلتهم ذهبوا أولا إلى الحج للقاء عبد الله البهالة حيث استدعت السيدة علي كولي خان في وقت لاحق، هذه الكلمات من عبد الله البهاء - «صحيح أن السيدة فورد خدمت الإنسانية وبأمانة وكانت سبب حضرة وإخلاص بهاءالله بحماس، فسوف يذكر اسمها في كل عوالم الله».
وكان موضوع أغسطس من فرشاة وقلم رصاص «الفن الأمريكي المميزة بشكل بارز». كما نجحت فورد بعمل (مجلة) قصة قصيرة بعنوان «الحب بما فيه الكفاية للجميع».
في خريف 1906 نُشرت قصه فورد في أوفرلاند الشهرية.
وبحلول شتاء عام 1906، انضم لويس بورجيواز، المهندس المعماري السابق لدار العبادة البهائية في ويلميت، إلينوي، وزوجته إلى الدين بعد أن «انضم إلى الإيمان البهائي من خلال ماري واتسون وماري هانفورد فورد.» ولكن بحلول أواخر ديسمبر 1906، تم نقل فورد وابنها إلى مدينة كانساس سيتي.

## عودة إلى ولاية ميسوري
تحدث فورد بعد اسبوع فقط من وصلها في كانساس سيتي مرتين. ثم تحدثت في إبسن في قاعة فريزر في جامعة كانساس في يناير 1907 وأشارت إلى أنها كانت في الخارج. وفي شباط / فبراير، تناولت فورد تعليقات على كل من الفنانين الذين يظهرون في المعارض الفنية الجامعية، كما قامت بنشر مقالة تسمى بـ «الجمهور». في نيسان / أبريل قامت فورد بعمل اجتماع في ولاية كانساس للنوادي النسائية.
كتبت فورد أنها ذهبت للحج في البهائية للقاء عبد الله البهائي في عام 1907 عبر أوروبا وتركيا، مرورا بسوريا،  في سن ال 50، تم ملاحظة فورد بالتواصل مع البهائيين في باريس في الطريق إلى سويسرا / إيطاليا. كتبت فورد في وقت لاحق عن الحصول على تمرير «الطاعون والحجر الصحي» وسماع الشهداء البهائيين الجدد أثناء إقامتهم في باريس.
المنزل الذي كان يحتله عبد الله البهاء في فلسطين أصبح بعد ذلك بيت عبد الله باشا.
بدأ يناير 1908 مع إشعار بأن محادثات فورد كانت الأولوية الأولى للأندية المتحدة من توبيكا، في حين كانت مرئية في كانساس سيتي، لكن ما سيحدث لا يزال مسألة مفتوحة في أوائل فبراير. بعد أسبوع من الخبر - أتت فورد في مارس لسلسلة قصيرة من المحاضرات. ويقال إنها قدمت على بعض المحادثات في مدينة كانساس في أواخر فبراير / شباط أو أوائل مارس / آذار. موضوع محادثات توبيكا كان على شاتيو دي تورين. كان بداية الحديث على «شينون ولوشيس»، ثم بعد ذلك تم ذكر جان دارك وهي إشارة ستستخدمها في وقت لاحق لتوضيح معنى الحب في الدين.
سمع البهائيون في شيكاغو أن فورد كانت تعطي دروساً في كانساس سيتي.
في أيلول / سبتمبر كانت فورد تعيش في كانساس سيتي، وبحلول نوفمبر / تشرين الثاني، أشير إلى إعطاء «محادثات صالون».  وفي ديسمبر / كانون الأول، حضرت، وأبلغ عن تعليقاتها، في معرض في مدينة كانساس سيتي.
في كانون الثاني / يناير 1909، استفادت فورد من تجربتها في الحج والتي أشارت فيها لوصف تركيا وسوريا في حديث ألقته في ليفنوورث، كانساس، والذي تم الإعلان عنه في سلسلة من المحادثات، تلتها حديثاً اخر تركز فيه على المدن الإيطالية. ولكن في فبراير / شباط قدمت فورد محادثة فردية أيضا - عن «التكيف الاجتماعي، والعلاقة الأسرية وإحياء الجوار»، ثم تابعت حديثها حول الدين.  بعد شهر واحد من الحديث أمام الناس،  قامت فورد بعمل محادثات أسبوعية عن الفن الأمريكي ونقابة الحرفيين،  ثم تحدثت بعد ذلك على «الكتب أشياء خطيرة»
كانت فورد حتى منتصف يونيو نائب رئيس النادي النسائي ولكن بعد استقالة الرئيس أشارت إلى أن النادي قد «شُكل بين النساء الذين أنجزوا أشياء في مدينة كانساس لحل المشاكل التي تواجه المرأة في هذا المدينة»، وعندها تم انتخاب ماري هانفورد فورد كرئيس للنادي.
وفي وقت لاحق من ديسمبر / كانون الأول، لوحظ في نيويورك أن فورد قد تحدثت في اجتماع بين النساء اللائي تعرضن للإضراب أو عملن في متجر للأحذية. وكانت الأخبار وقتها أكثر من التي كانت في كانساس - كانت في الواقع في نيويورك وسط اجتماعات الاقتراع مع ألفا بلمونت.

## كتاب ، سفر واضطراب في بريطانيا
في بداية 1910 تم ذكر ابنة فورد لينيت التي عاشت في ليفنوورث، كانساس، قامت فورد بزيارة خلال فصل الشتاء للانتهاء من عمل كتاب بحلول فبراير 1910. نشرت فورد الوردة الشرقية، وتعاليم عبد البها التي تتبع مخطط «الطريق الساطع» في عام 1910، وخرج الكتاب قبل منتصف أكتوبر.
وفي مارس / آذار، تم انتخاب فورد للمنظمات البهائية «مجلس المرأة» في نيويورك، تمهيدا للجمعية المحلية، وكانت مندوباً للاتفاقية الوطنية للبهائيين. وزارت جون الفرنسية سلون في نيويورك في أبريل / نيسان. أثناء تواجدها في نيويورك، تحدثت إلى الجمهور عن الدين،
وشملت أعداد تموز / يوليو في مجلة ما مقالة «حول إشباع المسألة»، والتي نشرت أيضا في بوفالو الكوريه" Buffalo Courier".
منذ بداية عام 1910، كان رئيس الإله البهائي، عبد الله البهائي، في مراحل مختلفة من الرحلة التي قام بها بعد الاعتقال وخلال الفترة في باريس قام بمكالمة هاتفية لماري هانفورد فورد. كانت فورد في ذلك الوقت في باريس وكانت سعيدة برؤيته. أمضت فورد أسبوعين هناك مع عبد الله البهلا وتركت وصفا وسجلت بعض المحادثات عن كيفية التفاف الناس حوله.
قبل شهر من وصول عبد الله البهائي إلى أميركا، كتبت فورد مقالا يوضح تاريخ الدين، ووجوده في أجزاء من العالم، وكتبت عن عبد البهاء نفسه، الذي غطي أكثر من نصف صفحة في مجلة نيويورك. غادر عبد الله الباحة أمريكا إلى بريطانيا في كانون الأول / ديسمبر، ثم إلى فرنسا في كانون الثاني / يناير، ثم إلى ألمانيا في نيسان / أبريل، في فبراير 1913 كان كتاب الوردة الشرقية الخاص بماري فورد يتم التعليق عليه من قبل مارشال بلاك في سجن في كاليفورنيا.
في آذار / مارس - نيسان / أبريل 1913، تم تفكيك منظمة نسائية، وهي الاتحاد الاجتماعي والسياسي للمرأة في بريطانيا، من قبل سكوتلاند يارد. حاولت مجموعة فورد بقيادة فلورا دروموند في غياب فورد استرجاع ذلك الاتحاد ولكن فشلوا في ذلك. ووقعت عمليات الاعتقال في شباط / فبراير وآذار / مارس، وقامت بعض المنظمات بتنسيق بعض الحوادث. كانت فورد حاضرة في ذلك الوقت وكانت تعمل من أجل الإفراج عنهم، وظهرت التغطية في الصحف الأمريكية،  لكنها زعمت أنها لم تعرف شيئا عن أي من التهم التي وجهتها المجموعة ضدها، وغطت الصحف التقرير في العديد من الأماكن،  بما في ذلك الأماكن التي ألقت ماري فورد محادثات فيها، كانساس، فورت واين، إنديانا، وبوسطن، ماساتشوستس. بعض التوترات بين العاملين في مجال الاقتراع في بريطانيا قد حاولوا القيام بحريق متعمد وحملة تفجير وتم تسلل المجموعة من قبل النساء اللواتي يعملن في سكوتلاند يارد. وفي أواخر أبريل / نيسان، أكدت فورد أن مشاركتها كانت عبر القنوات الدبلوماسية فقط. حضرت فورد في وقت لاحق من نيسان أبريل المؤتمر الوطني للبهائيين في نيويورك. ثم في شهر يونيو، أشارت إلى «تعليم عبد الباحة عن الخلود»، أول حديث معروف عن الدين للجمهور، إلى «الجمعية الزنوجية للبحوث التاريخية» التي شارك في تأسيسها جون إدوارد بروس وأرتورو ألفونسو شومبرج.
بعد أن عاد عبد الله البهائي إلى مصر وبعد انتهاءه من سفره خارج فلسطين، أرسل برقية ردا على رسالة من فورد في 23 أكتوبر 1913.

## سنوات الحرب

### في كاليفورنيا
في عام 1914 تحركت فورد منفلورنسا، إيطاليا وألقت خطاباً على الجمهور في بيتسبرغ (بنسيلفانيا) على «الحرب الأوروبية».
في عام 1915 نظم البهائيون معرض بنما-المحيط الهادئ الدولي وكانت فورد متحدثا رئيسيا في هذا المعرض.  تم تضمين حديثها، كجزء من استعراض كامل الإجراءات، في العالم البهائي، وهو نص يجمع بين تطورات الدين من جميع أنحاء العالم، في المجلد 8. وأعقب ذلك لقاء بهائي بواسطة ريدفان في منزل هيلين غودال في أوكلاند (كاليفورنيا) وحضرت فورد هذا اللقاء، استمرت فورد في أوكلاند في أكتوبر وألقت محاضرات حول الفن الذي استضافته مجموعة من النساء بما في ذلك فلورنس بريد خان، أو كما كانت تدعى، السيدة علي كولي خان. وبينما كانت فورد هناك زارها ابنها رولاند. زارت فورد في تلك الأثناء بورتلاند وسياتل،  ثم ألقت سلسلة أخرى من المحادثات في تشرين الثاني / نوفمبر في أوكلاند، فضلا عن حديث منفصل عن السلام،  وآخر في الفن، وفي يناير 1916 تم إطلاق سلسلة أخرى في أوكلاند وبُرزت الأشكال المعمارية الجديدة في غرب الولايات المتحدة.  في فبراير ألقت فورد محاضرات لكلية ميلز،  in في وفي مارس بدأت سلسلة جديدة من المحادثات، وحاضرت لنادي جمعية إبيل،  وامتدت تلك المحاضرات إلى مايو. في هذا الوقت، توفيت والدة فورد في مارس / آذار، في نيسان / أبريل، زارت فورد والسيدة خان مسرح للأطفال. بالقرب من منتصف الصيف كانت فورد في بورتلاند أوريغون تلقي بعض المحادثات - في المكتبة العامة حول السلام العالمي مع ويليام هوار، وآخر أمام جمعية الفن المحلية. وفي شهر يوليو / تموز، كانت في دنفر تتحدث عن السلام لنادي النساء المحلي.

### رحلات
بحلول سبتمبر 1916، بدأت فورد السفر، وتحدثت في أولى رحلاتها أمام البهائيين في واشنطن العاصمة حول السلام، ثم في مطلع نوفمبر / تشرين الثاني قدمت كلمة «الروحية الدولية» لجمعية شيكاغو للسلام، بالتعاون مع فرع شيكاغو لحزب السلام للمرأة، وفي ويلميت (إلينوي) أعلنت عن شراء مساحة أرض لدار العبادة البهائية.
في يناير 1917، عادت فورد إلى واشنطن العاصمة، وفي مارس كانت في بوسطن تتحدث أمام «الرابطة الدينية الحرة الأمريكية»، وساهمت في مقال لنجم الغرب حول «التعليم الاقتصادي ل عبد الباحة»، والتي أدرجت في وقت لاحق في مجلد البهائية العالمية"Bahá'í World volume". في أبريل كانت في نيويورك في اجتماع مع أصدقاء عبد البها في سانت مارك في بوري، ثم في المؤتمر البهائي الوطني الذي عقد في بوسطن، وأماكن أخرى في مايو. بحلول آب / أغسطس كانت في توبيكا كانساس تعطي أول حديث لها في المنطقة التي تقدم الدين. وأشارت إلى هربرت جورج ويلز، الذي ذكر الدين (وقراءة فورد مطابقة لفكرة الله في البهائية).
بحلول كانون الثاني / يناير 1918، عادت فورد إلى منطقة أوكلاند كاليفورنيا، مما ساعد على استضافة اجتماعات غير طائفية على ارتقاء حياة الناس. بحلول نيسان / أبريل، أعطت فورد حديثاً عن الفن. في ديسمبر / كانون الأول، عادت إلى كانساس في سلسلة أسبوعية من المحادثات، وكذلك محادثات فردية، في 26 يناير 1919، تلقت فورد رسالة أخرى من `عبد الله البهاء يرد فيها على رسالتها.

في مايو / أيار كانت فورد في برنامج الاحتفال البهائي الوطني خلال ريدفان، ثم تناولت المؤتمر الوطني للبهائيين وحديثها عن ستار الغرب.
في يوليو / تموز كانت في بوفالو (نيويورك)، حيث ألقت حديثاً عن الدين، ثم ذهبت في أغسطس إلى ساندوسكي (أوهايو)، وفي سبتمبر إلى بيتسبرغ (كانساس) وفي أكتوبر إلى أوربانا (إلينوي)  وبعدهم ذهبت إلى شيكاغو، إلينوي، ألقت كلمة قصيرة في كانساس سيتي ثم ذهبت إلى سانت جوزيف، كانساس،  وكان من المقرر لها أن تذهب إلى هتشنسون في يناير عام 1920. وهذا ما حدث بالفعل، ثم بعدها في رحلة جانبية إلى ستيرلينغ، كانساس للحديث.  ذهبت فورد إلى هتشينسون، كانساس لحضور حفل استقبال، وكان ذلك بعد أسبوع من المحادثات. ولكن سرعان ما عادت إلى نيويورك، وهذه المرة أقامت لفترة طويلة فيها.

## سنوات ما بعد الحرب في نيويورك
في فبراير 1920، كانت فورد في نيويورك لعقد اجتماع وطني للبهائيين، وظلت فورد حول المنطقة بعد بضعة أسابيع في بروكلين، حتى شهر أبريل، حيث تم خلط المحادثات البهائية والموضوعات الموسيقية والفنية، وفي أيار / مايو حضرت فورد اجتماع والذي دعاها اليه ريدفان.
حققت فورد حضورا ثابتا خلال معرض موسع مع نموذج للمعبد خلال إقامتها في نيويورك. كان هذا قبل أغسطس 1920.

### نادي قوس قزح ومجلة ريالتي
في يوليو 1920، حضرت فورد كنيسة ايمانويل الأولى التي أسسها القس الأمريكي ريتشارد بولدن في نيويورك لعقد اجتماع «دائرة قوس قزح-Rainbow Circle» والذي تحدث فيها على المواضيع البهائية، في ديسمبر / كانون الأول ألقت فورد خطبة على الجماعة البهائية صباح يوم الأحد. ومن مايو إلى ديسمبر عام 1921، شاركت فورد في عدد من اجتماعات لدائرة قوس قزح.
- مايو[494] - عقدت «الدائرة البهائية».
- يونيو[495] - عقدت «دائرة قوس قزح».
- يوليو[496] - انتقلت «دائرة قوس قزح» مساء الخميس.
- أغسطس [497][498][499] لقاء «جمعية البهائيين» و «دائرة قوس قزح».
- سبتمبر [500] لقاء «دائرة قوس قزح».
  - في سبتمبر / أيلول تحدثت فورد في مركز بهائي آخر، يدعى عمر خيام.[501]
- ديسمبر[502] -  نشرت «دائرة قوس قزح» أخبار عن رسالة إلى فورد عن «ضرورة اتباع التعاليم الإلهية»، من قبل عبد الله البهاء. ومن المعروف أن فورد قد تلقت رسالة ثالثة من عبده البهاء ولكن التاريخ غير معروف.
- يناير 1992.[503] اجتماع بعد ظهر الأحد ل «جمعية البهائيين»؛ واجتماع اخر في مساء الخميس ل «دائرة قوس قزح» وقد لوحظ أنه اجتماع عرقي.
- فبرير[504] - عُقد «الاجتماع البهائي» وكذلك اجتماع ل «دائرة قوس قزح».
- في آذار / مارس، قام البهائيون بعمل عشاء في مدينة نيويورك لتعليم وحدة الإنسانية في البهائية - وتحدثت فورد في هذا الحدث مع لويس جريجوري، هوراس هولي، ودو بويز وآخرون.[505]

بدأت فورد في عام 1921 للمساهمة في مجلة بهائية أخرى - مجلة ريالتي ، Reality magazine - والتي تم نشرها من مدينة نيويورك :
- يناير - «كلود براغدون على البعد الرابع».[506]
- فبراير - «النصب التذكاري العظيم لجورج برنارد غراي».[507]
- حزيران / يونيو - «الفن الحالي» (استعراض الأعمال الأخيرة لجورج لوكس، فيكتور هيغينز، وغيرها، وكذلك المعارض العامة).[508]
- تموز / يوليو - «رمز المعبد البهائي»[509] (ملاحظة: «الفن الحالي» أُعيد طبعه في يوليو / تموز). [510]
- أغسطس - «الفن الحالي» كعمود متكرر يُظهر استعراض المبيعات الأخيرة في معرض أندرسون كمرحلة لاستعراض الفن الأمريكي على نطاق أوسع، وملاحظات ماركو زيم قد صممت صورة لعبد الله البهاء.[511]
- أيلول / سبتمبر: «الفن الحالي»، تُدرس فيه بعض الحالات التي تجعل الفنانين فنانون.[512][513]
- تشرين الأول / أكتوبر: «الفن الحالي»: دافع عن العرض المنتقد للمعرض الانطباعي وبعد الانطباعي في متحف متروبوليتان الذي أثر على الفنانين الأمريكيين، ووجود التمثال الأخير لدانتي من قبل باولو أبات وعمل لويس كيلا.[514]
- تشرين الثاني / نوفمبر - «الفن الحالي»: نضال الأثرياء مع آفاق إدارة الثروة مع الفن كحاجة للروح في بعض الأحيان، تم مراجعة الملاحظات من قبل تشارلز دبليو بارتليت والعودة إلى عمل ماركو زيم الذي لديه خلفية النحات والرسام، إيتشر.[515]
- ديسمبر / كانون الأول - «الفن الحالي»: عمل معرضا متحررا للفن الأمريكي في نيويورك يشير إلى العديد من الفنانين وعدم القدرة على تغطية كل شيء في مقال واحد فقط.[516]

## ميراث فورد
في نصب تذكاري لفورد في نيويورك قرأ رئيس الدين آنذاك، شوقي أفندي رباني:
لها هدايا فريدة من نوعها ومتميزة، مكنتها من تعزيز فعالية المصالح الفضلى للإيمان في مؤسساتها الجديدة ، سوف أصلي من أجل روحها من أعماق قلبي/ وسوف يتم ذِكر خدماتها التي لا تُنسى.
في عام 1944، ذكر فيليب ليونارد غرين أنه دخل الدين من خلال اتصال فورد وهدية كتابها «عالم عبد البهاء».
في عام 1947 في إيطاليا تم العثور على ابنة سيدة كانت قد التقت بفورد في عام 1910 - وذكرت عمة السيدة ماكس سكوبيرت، انها كان لها محادثتين اثنين مع فورد في عام 1910.
في عام 1950 طلبت ولاية البهائيين في واشنطن من الجمعية الوطنية إعادة إصدار روز الشرقية لفورد.
في عام 1965 واصلت ابنة فورد لينيت ستورم في الدين بعد والدتها، وتم تصويرها مع مارغريت روهي، وعلقت أن والدتها كانت في معرض 1893 وأنها تعتقد أن والدتها قد دخلت في الدين هناك.
في عام 1972 تم تضمين مقتطف من روز الشرقية لفورد في أناماري هانولد غليمبيغ.
في عام 1974 نشرت بروس ويتيمور «المعلم الصامت».
من مرزيه كتاب غيل في عام 1991، أقواس السنوات، «كانت السيدة فورد تظهر حياتها وآرائها بوضوح ... وقالت انها، ذاقت مرارة الفقر، وكانت تعمل بجد واجتهاد، وقالت انها، وقفت للجمال والفن، وحياة العقل».
في عام 1889، أُعيد طبع كتاب إكونوكلاست المؤنث في كتاب كارول فارلي كيسلر عام 1995، لدارينغ تو دريم وأوتوبيان فيكتيون من قبل نساء الولايات المتحدة قبل عام 1950.

## للمزيد من القراءة
- 'Abdu'l-Baha Writes to Kansas City - تاريخ النشر : 2002 - تاريخ الوصول : April 18, 2015
- Whitehead، O. Z. (1983). Some Baha'is to Remember. George Ronald. ص. 145–152. ISBN:0-85398-148-5. مؤرشف من الأصل في 2016-05-17.